# Casa consistorial de Valderrobres
La casa consistorial de Valderrobres (Teruel, España) data del siglo XVI. Ubicada en la plaza de entrada a la que constituyó la fortificación medieval con la que se protegía todo el núcleo de la ciudad a la que para poder acceder hay que atravesar el puente sobre el río Matarraña.
Se construyó bajo las órdenes del maestro Antonio de Champanach dentro del estilo manierista y se terminó en 1599, fecha que aparece esculpida en el escudo de la fachada. 
El siglo XVI es una época de cambios en toda Europa. Las viejas estructuras de poder empezaban a tambalearse y nuevas corrientes artísticas aportaban formas diferentes de construir y de interpretar el mundo. En Valderrobres estas nuevas tendencias cristalizaron en la construcción del ayuntamiento. Símbolo del progresivo aumento de poder de la burguesía y sus concejos en detrimento del poder del arzobispado representado por el castillo. 

## Descripción
Se trata de un edificio inspirado en la casa consistorial de Alcañiz, aunque aquí se añadiría una lonja con fines comerciales además de los administrativos y judiciales que ya poseía de por sí el edificio. Presenta planta rectangular, con tres fachadas a cara vista, fábrica de sillar y con cubiertas de techumbres arquitrabadas.
El edificio posee tres alturas:

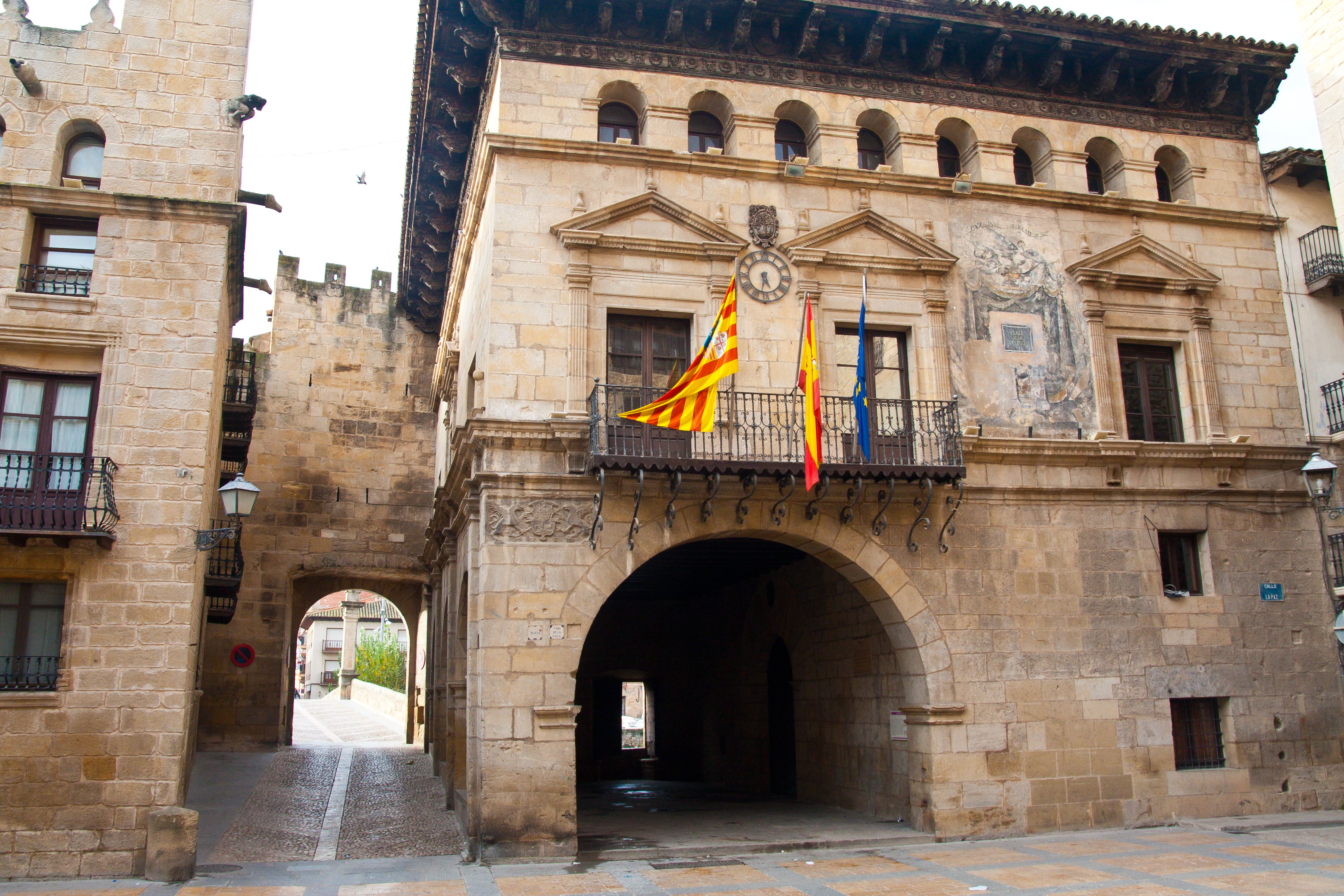
Fachada principal del Ayuntamiento

- Planta baja.En esta planta se sitúa la lonja que presenta arcos de medio punto y en cuyo interior se encuentra la sala que antaño fue empleada como calabozo; desde ella, a través de unas escaleras y bajando unas escaleras se accede a la antigua cárcel, en la que todavía pueden verse gruesas puertas y rejas.[2][3]

- Planta noble. Se encuentra separada de las planta anterior por una doble imposta que, en la fachada principal, presenta tres vanos decorados (dos de ellos se encuentran unidos por un balcón con barandilla de hierro forjado, separados del tercero por una serie de pinturas datadas en el siglo XIX y de contenido político) con pilastras adosadas y remate de frontón.[2][3][1]

- Planta superior. Que nuevamente se separa de la anterior por una imposta decorada. Presenta una típica galería con pequeños arcos de medio punto en sus tres fachadas. Como remate superior presenta un  gran alero tallado en madera con decoración vegetal.[2][3][1]

Su fachada principal presenta un escudo (con la fecha de la finalización de la obra, 1599) que tiene la peculiaridad de aportar por primera vez las figuras de dos grifos, un macho y una hembra, al tradicional escudo del roble que venia simbolizando a Valderrobres desde el siglo XIII.
En 1847 se le encarga al pintor Jerónimo Palau decorar la fachada con una pintura alegórica y en el que aún hoy en día pese a su deterioro pueden leerse las palabras paz, unión y libertad. 
En 1929 el ayuntamiento de Valderrobres fue reproducido en el pueblo español de Barcelona y desde entonces ha sufrido diversas restauraciones y reformas internas que han hecho posible que aún hoy en día siga siendo el centro neurálgico de la administración local y la casa de todos los valderrobrenses.